# Propretor
Un propretor (en latín, pro praetore), durante la República romana, era el que ejercía el cargo de pretor durante un año en Roma, y estaba destinado a gobernar una provincia, con la autoridad del pretor. Era una prórroga de su mandato, una forma de promagistratura.

## Historia
Bajo la República romana, los pretores, como los cónsules, eran elegidos por el pueblo romano reunido en comitia. Al final de su mandato, podían convertirse en propretores o gobernadores de provincias, por un mandato de un año. El primer propretor conocido es en el 241 a. C., y su función se generalizó los dos siglos siguientes, hasta que Sila (r. 82 - 79 a. C.) hace obligatorio, en la reforma constitucional, que los antiguos magistrados que tengan el imperium sirvan en una provincia como gobernador durante un año.
Una lex Iulia de la época de Cayo Julio César limitaba la duración del mandato en una provincia praetoria a solo un año, mientras que el de un consularis llegaba a los dos años. Los gobernadores provinciales no tenían un salario, aunque algunos gastos estaban cubiertos por el Aerarium. Por esa razón, en general, su mayor empeño con cierta frecuencia era enriquecerse mientras durase en el cargo. Fue Augusto el primero en compensar con un salario al cargo de gobernador provincial.
Augusto, en la reforma de la administración provincial, quiso que sus legados dirigieran las provincias imperiales, asumiendo el título de Legatus Augusti pro praetore, a fin de recordar que eran nombrados por él y por la antigua naturaleza militar de la pretura y, en consecuencia, de la pro praetura. A los propretores les fueron confiadas algunas de las provincias imperiales a partir del 27 a. C.